# Hugues Ier de Rouergue
Pour les articles homonymes, voir Hugues Ier.
Hugues Ier de Rouergue  né vers 986, décédé après 1053 fut comte de Rouergue (v. 1010-v. 1053).

## Biographie
Fils de Raymond II de Rouergue.

## Mariage et descendance
Le comte Hugues épouse une dame dénommée Foy, que certains généalogistes font fille d'un comte de Cerdagne, dont il eut :
- Berthe, comtesse de Rouergue, mariée avant 1051 avec Robert II, comte d'Auvergne

Des généalogistes lui attribuent aussi hypothétiquement :
- Foy (en latin, Fides) (attestée en 1072-1073 ou 1077-1078), mariée avec Bernard (ou Bernard Bérenger), vicomte de Narbonne. Cette vicomtesse de Narbonne est connue par une charte, datée de 1072-1073[1] ou 1077-1078[2] selon les éditeurs, par laquelle elle donne à l’abbé de Moissac l’église Saint-Pierre de Sermur[3] et d’autres biens situés dans le diocèse de Rodez[4]. S’appuyant sur la localisation de ces biens qui plaide en faveur d’une origine rouergate ainsi que sur son nom, les auteurs de l’Histoire générale de Languedoc ont suggéré d’en faire une fille puînée de Hugues, comte de Rouergue et de son épouse Foy[5]. Reprenant cette idée, Thierry Stasser fait de plus remarquer que cette filiation expliquerait l’apparition du prénom Hugues dans la famille vicomtale narbonnaise[6]. Cependant, la dévolution du comté de Rouergue à Raymond de Saint-Gilles après la mort sans enfant de la prétendue sœur aînée de Foy, la comtesse Berthe, suggère que cette dernière n’avait aucun héritier collatéral[7]. Plus récemment, Jérôme Belmon a proposé de faire de Foy une sœur de Richard II, vicomte de Millau, lui-même marié à Rixinde de Narbonne, sœur du vicomte Bernard[8], mais Christian Settipani refuse cette filiation pour des raisons de chronologie[9].